# Arx Fatalis
 (mai 2017).
Si vous disposez d'ouvrages ou d'articles de référence ou si vous connaissez des sites web de qualité traitant du thème abordé ici, merci de compléter l'article en donnant les références utiles à sa vérifiabilité et en les liant à la section « Notes et références ».
Arx Fatalis est un jeu vidéo de type action-RPG vue subjective / dungeon crawler parsemé d'éléments de jeu de rôle, développé par Arkane Studios, sorti sur PC en 2002. Le jeu a ensuite été porté sur Xbox.
Il s'agit du premier jeu réalisé par le studio français.

## Synopsis
Sur une planète où tous les habitants ont dû fuir la surface et vivre dans des souterrains à la suite de la mort du soleil, le joueur incarne un homme dénommé Am Shagar, « Celui qui n'a pas de nom ». Il commence le jeu presque nu, en prison, avec un os comme arme, et la tête vide de tout souvenir. Il comprend bientôt qu'il a été envoyé par les Dieux pour contrer l'invocation du maléfique Akbaa, et qu'il doit prendre contact avec l'individu qui a eu vent de la future invocation et a demandé l'envoi d'Am Shagar ; mais cet individu a été assassiné pendant l'appel à l'aide...
En parallèle de l'histoire principale, Am Shagar aura également à démêler une vieille histoire concernant l'ancien assassinat de la reine et l'enlèvement de sa fille par un mystérieux groupe de rebelles dont nul n'a plus entendu parler par la suite.

## Système de jeu
Arx Fatalis est un jeu d'aventure et de rôle à la première personne qui se déroule dans un environnement exclusivement souterrain, composé de plusieurs niveaux de profondeurs occupés par les différentes races d'Arx, à savoir les humains, les trolls, les gobelins, les hommes rats ou encore les femmes serpents.
Cette ambiance particulière, est renforcée par un grand nombre d'éléments réalistes comme la gestion de la faim et la possibilité de fabriquer des objets de manière logique en en combinant d'autres. Il est possible par exemple de faire du pain avec de la farine et de l'eau puis de le faire cuire sur un feu de camp, possible également de pratiquer l'alchimie en se servant d'un pilon pour écraser des plantes telles que la fougère.
Le système de magie est plutôt original puisqu'il fonctionne avec des runes que le joueur doit lui-même tracer à l'aide de sa souris pour lancer des sorts (à la manière de Black and White). Pour pouvoir utiliser une rune, le joueur doit d'abord en trouver l'un des exemplaires disséminés dans le jeu.

## Accueil
- Eurogamer : 7/10[1]
- Gamekult : 9/10[2]
- GameSpot : 8,4/10[3]
- IGN : 8/10[4]
- Jeux vidéo Magazine : 17/20[5]
- Jeuxvideo.com : 19/20[6]

## Voix françaises
- Tony Joudrier : Am Shagar
- Bruno Choël : Falan Orbiplanax
- Emmanuel Garijo : Ringo
- Jacques Albaret : Kultar
- Michel Blin : Carlo
- Pierre Dourlens : le roi Lunshire
- Serge Thiriet : Enoil Calpalle

## Libération du code source
Le 14 janvier 2011, Arkane Studios sort un patch 1.21 et le code source du jeu sous les termes de la licence publique générale GNU (GPL).